# Нідерландський антильський гульден
Нідерландський антильський гульден (нід. Antilliaanse gulden; пап'ям. florin) — грошова одиниця Кюрасао та Сінт-Мартена, до 2010 — валюта Нідерландських Антильських островів.
До 1940 року Нідерландський антильські гульден прирівнювався до нідерландського гульдену. Після окупації Нідерландів 3 вересня 1940 року паритет з нідерландським гульденом скасований, гульден прив'язаний до долара США: 1,88585 гульдена = 1 долар США. У зв'язку з припиненням надходження монет із Нідерландів до 1945 року монети карбувалися  в США, вони відрізняються від нідерландських знаком  монетного двору Філадельфії — "Р".
Аруба вийшла зі складу Нідерландських Антильських островів 1 січня 1986 року, ставши самоврядною державою у складі Королівства Нідерландів. 10 жовтня 2010 року, в результаті конституційної реформи Кюрасао і Сінт-Мартен також стали самоврядними державами, а Бонайре, Саба і Сінт-Естатіус — спеціальними муніципалітетами Королівства.
У 1986 році Аруба ввела замість Нідерландських антильських гульденів власну грошову одиницю — арубський флорин. З 1 січня 2011 року єдиною офіційною валютою Бонайре, Саби і Сінт-Естатіус є долар США.
Кюрасао і Сінт-Мартен поки продовжують використовувати як національну грошову одиницю Нідерландський антильський гульден. У 2012 році планувалося ввести нову валюту — карибський гульден (офіційна абревіатура — CMg), яка буде обмінюватися на нинішній гульден у співвідношенні 1:1, однак введення нової валюти відкладене на невизначений термін.
Грошові знаки випускалися в обіг Банком Кюрасао. У 1962 році банк перейменовано в Банк Нідерландських Антильських островів, в 2010-му — в Центральний банк Кюрасао і Сінт-Мартена. Антильський гульден є валютою  Кюрасао і Сінт - Мартена. До 1986 року ця валюта також використовувалася на Арубі і до 1 січня 2011 року також на Бонайре, Сінт-Естатіус і Сабі.
Голландський гульден був введений в Нідерландських Антильських островах в 1828 році. У 1940 році в результаті другої світової війни антильский гульден був від'єднаний від голландського гульдена та замість цього був прив'язаний до долара США за курсом 1,88585 гульденів за 1 долар. Цей паритет  було округлено  в 1971 році до 1,79 гульдена за 1 долар і зараз це все ще підтримується.  Таким чином, цінність Антільського гульдена дорівнює вартості арубского флорина.
В обігу  такі монети:
1, 5, 10, 25 і 50 центів  та 1, 2½ і 5 гульденів ,а також банкноти 5, 10, 25, 50, 100 і 250 гульденів.Банкнота в 250 гульденів - не дуже поширена в обігу .
На 1, 2½ і 5 гульденових монетах зображений портрет королеви Беатрікс або короля Віллема-Олександра.